# Tabbanine-moskee
Tabbanine-moskee (Arabisch: مسجد سيدي جعفر) is een oude moskee in Tunis, de hoofdstad van Tunesië.

## Etymologie
Het dankt zijn naam aan de hooiverkopers (Arabisch: تبن) die zich eromheen vestigden.

## Lokalisatie
De moskee bevindt zich op Bab Lakouas-straat 21 in Bab Souika.

## Geschiedenis
De moskee werd gebouwd tijdens het tijdperk van de Hafsiden, op bevel van Sultan Uthman in 1487.